# Тавильдара (джамоат)
Тавильдара, или Тавильдаринский джамоат (тадж. Ҷамоати деҳоти Тавилдара) — административная единица, сельская община в районе Сангвор — района республиканского подчинения Таджикистана.
Джамоат расположен в долине реки Обихингоу (Хингоб), так называемом долине Вахио в высокогорном районе на высоте 1623 м над уровнем моря. Расстояние от общины до города Душанбе — 190 км, через Памирский тракт. 
Прежние названия — Дехикалон (до 29.11.1955). 
Граничит с общинами Чильдара и Вахиё района Сангвор, Дарвазским и Ховалингскими районами. 

## Населённые пункты
| №  | Населённый пункт | Прежние названия | Тип населённого пункта | Население. |
| -- | ---------------- | ---------------- | ---------------------- | ---------- |
| 1  | Бихинг           |                  | село                   | 61         |
| 2  | Гурхам           |                  | село                   | 147        |
| 3  | Дашти-Хасан      |                  | село                   | 99         |
| 4  | Шорак            |                  | село                   | 246        |
| 5  | Дехаишо          | Шох              | село                   | 268        |
| 6  | Дехи-Калон       | Дейкалон         | село                   | 422        |
| 7  | Джурог           | Чирог            | село                   | 90         |
| 8  | Ёзганд           |                  | село                   | 997        |
| 9  | Зугара           |                  | село                   | 82         |
| 10 | Каранак          |                  | село                   | 76         |
| 11 | Лангар           | Лангари боло     | село                   | 406        |
| 12 | Пагула           |                  | село                   | 97         |
| 13 | Тавильдара       | Товиль-Дора      | село, адм центр        | 1521       |
| 14 | Туто             |                  | село                   | 76         |
| 15 | Саридашт         |                  | село                   | 585        |
| 16 | Сариджангал      |                  | село                   | 174        |
| 17 | Сафедхок         |                  | село                   | 94         |
| 18 | Шахринав         |                  | село                   | 538        |
| 19 | Хойдара          |                  | село                   | 10         |
| 20 | Фаркинг          |                  | село                   | 82         |

## История
28 июля 1954 года в Товиль-Доринском районе кишлак Чирог к/с Хамдора передан в состав к/с Дейкалон. Центр к/с Хамдора перенесен из села Хамдора в кишлак Гурдоб.
28 сентября 1955 года Товиль-Доринский район был упразднён, а его кишлачные советы переданы в состав Калай-Хумбского (к/с Сагирдашт и Пуштерак) и Комсомолабадского (к/с Гурхам, Дейкалон, Хамдора и Чильдора) районов.
29 ноября 1955 года кишлачные советы Гурхам, Хамдора, Чильдора Комсомолабадского района были упразднены, а их территория передана в состав кишлачного совета Дейкалон, который сразу же был переименован в кишлачный совет Товиль-Дора.
В 1965 году образован Комсомолабадский район, в который вошёл совет Товиль-Дора из Гармского района. 
В 1979 году в Комсомолабадском районе образован кишлачный совет Сангвор, в который вошли кишлаки Миёнаду, Сангвор, Хипшон совета Тавильдара.

## Источник
- Административное деление Республики Таджикистан  Душанбе : СИЭМТ, 2017. – 580 с. - ISBN 978-99947-33-68-2